# Havdhems landskommun
Havdhems landskommun var en tidigare kommun på sydvästra delen av Gotland.

## Administrativ historik
Havdhems socken blev landskommun när de svenska kommunalförordningarna trädde i kraft 1863. 
Vid kommunreformen 1952 bildade den storkommun genom sammanläggning med kommunerna Eke, Grötlingbo, Hablingbo, Näs och Silte. Den utökade kommunen hade 2 720 invånare den 31 december 1951.
Den 1 januari 1964 överfördes från Havdhems landskommun och Eke församling till Hemse landskommun och Alva församling ett obebott område omfattande en areal av 0,16 kvadratkilometer land.
Den 1 januari 1971 bildades enhetskommunen Gotlands kommun, varvid denna kommun, liksom öns övriga och Gotlands läns landsting, upplöstes. När Havdhems landskommun upplöstes hade den 2 042 invånare.

### Kyrklig tillhörighet
I kyrkligt hänseende tillhörde landskommunen först Havdhems församling. Vid kommunreformen 1 januari 1952 tillkom församlingarna Eke, Grötlingbo, Hablingbo, Näs och Silte.

## Geografi
Havdhems landskommun omfattade den 1 januari 1952 en areal av 206,07 km², varav 205,65 km² land.

### Tätorter i kommunen 1960
I Havdhems landskommun fanns tätorten Havdhem, som hade 346 invånare den 1 november 1960. Tätortsgraden i kommunen var då 14,6 procent.

## Näringsliv
Vid folkräkningen den 31 december 1950 var huvudnäringen för landskommunens  (med 1952 års gränser) befolkning uppdelad på följande sätt:
- 63,5 procent av befolkningen levde av jordbruk med binäringar
- 18,8 procent av industri och hantverk
- 5,9 procent av handel
- 5,6 procent av samfärdsel
- 2,8 procent av offentliga tjänster m.m.
- 2,4 procent av husligt arbete
- 0,3 procent av gruvdrift
- 0,6 procent av ospecificerad verksamhet.

Av den förvärvsarbetande befolkningen (1 134 personer) jobbade bland annat 61,6 procent med jordbruk med binäringar. 18 av förvärvsarbetarna (1,6 procent) hade sin arbetsplats utanför landskommunen.

## Befolkningsutveckling
Befolkningsutveckling i Havdhems landskommun 1870-1960

Stapeln för 1950 avser kommunens gränser efter reformen 1952.

## Politik

### Andrakammarval 1952-1968
Siffrorna är avrundade så summan kan vara en annan än 100.
| Parti          | 1952  | 1956  | 1958  | 1960  | 1964  | 1968  |
| -------------- | ----- | ----- | ----- | ----- | ----- | ----- |
| H              | 7,4   | 7,2   | 8,3   | 9,0   | 7,0   | 8,1   |
| C              | 48,4  | 45,5  | 53,9  | 54,6  | *     | *     |
| F              | 20,4  | 22,8  | 16,6  | 12,8  | *     | *     |
| KDS            | *     | *     | *     | *     | *     | 2,0   |
| MP             | *     | *     | *     | *     | 69,3  | 65,5  |
| S              | 23,8  | 24,2  | 21,2  | 23,5  | 23,7  | 24,3  |
| VPK            | *     | 0,4   | *     | 0,1   | *     | *     |
| Giltiga röster | 1 467 | 1 424 | 1 415 | 1 377 | 1 291 | 1 279 |

### Mandatfördelning i valen 1942-1966
| 5 | 15 |

| 20 |

| 5 | 15 |

| 19 |

| 9 | 17 | 7 | 2 |

| 33 |

| 8 | 17 | 7 | 3 |

| 32 |

| 8 | 18 | 6 | 3 |

| 31 |

| 8 | 19 | 6 | 2 |

| 32 |

| 7 | 20 | 6 | 2 |

| 32 |